# Észak-Korea az olimpiai játékokon
Észak-Korea az 1964-es téli olimpiai játékokon vett részt először. Nyolc évvel később, 1972-ben szerepeltek először az észak-koreai sportolók a nyári olimpián. Az azóta megrendezett nyári játékok közül az ország nem vett részt az 1984-es, a Szovjetunió által bojkottált nyári olimpián, az 1988-as Szöuli játékokon és a 2020-as tokiói játékokon.
Eddig az észak-koreaiak 63 érmet nyertek, legeredményesebb sportágaik a súlyemelés és a birkózás.
Az Észak-koreai Olimpiai Bizottság 1953-ban alakult meg, a NOB 1957-ben vette fel tagjai közé, a bizottság jelenlegi elnöke Kim Il-guk.

## Éremtáblázatok

### Érmek a nyári olimpiai játékokon
| Olimpia              | Arany          | Ezüst          | Bronz          | Összesen       |
| 1972, München        | 1              | 1              | 3              | 5              |
| 1976, Montréal       | 1              | 1              | 0              | 2              |
| 1980, Moszkva        | 0              | 3              | 2              | 5              |
| 1984, Los Angeles    | nem vett részt | nem vett részt | nem vett részt | nem vett részt |
| 1988, Szöul          | nem vett részt | nem vett részt | nem vett részt | nem vett részt |
| 1992, Barcelona      | 4              | 0              | 5              | 9              |
| 1996, Atlanta        | 2              | 1              | 2              | 5              |
| 2000, Sydney         | 0              | 1              | 3              | 4              |
| 2004, Athén          | 0              | 4              | 1              | 5              |
| 2008, Peking         | 2              | 2              | 2              | 6              |
| 2012, London         | 4              | 0              | 3              | 7              |
| 2016, Rio de Janeiro | 2              | 3              | 2              | 7              |
| 2020, Tokió          | nem vett részt | nem vett részt | nem vett részt | nem vett részt |
| 2024, Párizs         | 0              | 2              | 4              | 6              |
| Összesen             | 16             | 18             | 27             | 61             |

### Érmek a téli olimpiai játékokon
| Olimpia              | Arany          | Ezüst          | Bronz          | Összesen       |
| 1964, Innsbruck      | 0              | 1              | 0              | 1              |
| 1968, Grenoble       | nem vett részt | nem vett részt | nem vett részt | nem vett részt |
| 1972, Szapporo       | 0              | 0              | 0              | 0              |
| 1976, Innsbruck      | nem vett részt | nem vett részt | nem vett részt | nem vett részt |
| 1980, Lake Placid    | nem vett részt | nem vett részt | nem vett részt | nem vett részt |
| 1984, Szarajevó      | 0              | 0              | 0              | 0              |
| 1988, Calgary        | 0              | 0              | 0              | 0              |
| 1992, Albertville    | 0              | 0              | 1              | 1              |
| 1994, Lillehammer    | nem vett részt | nem vett részt | nem vett részt | nem vett részt |
| 1998, Nagano         | 0              | 0              | 0              | 0              |
| 2002, Salt Lake City | nem vett részt | nem vett részt | nem vett részt | nem vett részt |
| 2006, Torino         | 0              | 0              | 0              | 0              |
| 2010, Vancouver      | 0              | 0              | 0              | 0              |
| 2014, Szocsi         | nem vett részt | nem vett részt | nem vett részt | nem vett részt |
| 2018, Phjongcshang   | 0              | 0              | 0              | 0              |
| 2022, Peking         | nem vett részt | nem vett részt | nem vett részt | nem vett részt |
| Összesen             | 0              | 1              | 1              | 2              |

## Érmek sportáganként

### Érmek a nyári olimpiai játékokon sportáganként
| Észak-Korea érmei a nyári olimpiai játékokon sportáganként | Észak-Korea érmei a nyári olimpiai játékokon sportáganként | Észak-Korea érmei a nyári olimpiai játékokon sportáganként | Észak-Korea érmei a nyári olimpiai játékokon sportáganként | Az olimpiai zászlaja |

| Sportág       | Arany | Ezüst | Bronz | Összesen |
| ------------- | ----- | ----- | ----- | -------- |
| Súlyemelés    | 5     | 8     | 5     | 18       |
| Birkózás      | 3     | 2     | 7     | 12       |
| Torna         | 3     | 0     | 0     | 3        |
| Ökölvívás     | 2     | 3     | 4     | 9        |
| Cselgáncs     | 2     | 2     | 4     | 8        |
| Sportlövészet | 1     | 0     | 2     | 3        |
| Asztalitenisz | 0     | 2     | 3     | 5        |
| Műugrás       | 0     | 1     | 1     | 2        |
| Röplabda      | 0     | 0     | 1     | 1        |
| Összesen      | 16    | 18    | 27    | 61       |

### Érmek a téli olimpiai játékokon sportáganként
| Észak-Korea érmei a téli olimpiai játékokon sportáganként | Észak-Korea érmei a téli olimpiai játékokon sportáganként | Észak-Korea érmei a téli olimpiai játékokon sportáganként | Észak-Korea érmei a téli olimpiai játékokon sportáganként | Az olimpiai zászlaja |

| Sportág                    | Arany | Ezüst | Bronz | Összesen |
| -------------------------- | ----- | ----- | ----- | -------- |
| Gyorskorcsolya             | 0     | 1     | 0     | 1        |
| Rövidpályás gyorskorcsolya | 0     | 0     | 1     | 1        |
| Összesen                   | 0     | 1     | 1     | 2        |